# NGC 3658
NGC 3658 é uma galáxia lenticular (S0) localizada na direcção da constelação de Ursa Major. Possui uma declinação de +38° 33' 49" e uma ascensão recta de 11 horas, 23 minutos e 58,5 segundos.
A galáxia NGC 3658 foi descoberta em 23 de Março de 1789 por William Herschel.